# Olympische Sommerspiele 2024/Teilnehmer (Norwegen)
| Gelbes Symbol für Goldmedaillen mit stilisierten Olympischen Ringen | Graues Symbol für Silbermedaillen mit stilisierten Olympischen Ringen | Braundes Symbol für Bronzemedaillen mit stilisierten Olympischen Ringen |
| ------------------------------------------------------------------- | --------------------------------------------------------------------- | ----------------------------------------------------------------------- |
| 4                                                                   | 1                                                                     | 3                                                                       |

Norwegen nahm an den Olympischen Spielen 2024 vom 26. Juli bis zum 11. August 2024 in Paris teil. Es war die insgesamt 27. Teilnahme an Olympischen Sommerspielen.

## Teilnehmer nach Sportarten

### Beachvolleyball
Über das olympische Qualifikationsranking qualifizierte sich ein norwegisches Team bei den Männern für die Olympischen Spiele.
| Athleten                   | Gruppenphase            | Gruppenphase       | Gruppenphase | Gruppenphase | Achtelfinale     | Achtelfinale       | Viertelfinale    | Viertelfinale      | Halbfinale       | Halbfinale                | Finale / Platz 3 | Finale / Platz 3   | Rang   |
| Athleten                   | Gegner                  | Ergebnis           | Punkte       | Rang         | Gegner           | Ergebnis           | Gegner           | Ergebnis           | Gegner           | Ergebnis                  | Gegner           | Ergebnis           | Rang   |
| -------------------------- | ----------------------- | ------------------ | ------------ | ------------ | ---------------- | ------------------ | ---------------- | ------------------ | ---------------- | ------------------------- | ---------------- | ------------------ | ------ |
| Männer                     |                         |                    |              |              |                  |                    |                  |                    |                  |                           |                  |                    |        |
| Anders Mol Christian Sørum | M. Grimalt / E. Grimalt | 2:0 (21:14, 21:16) | 4            | 1            | Evans / Budinger | 2:0 (21:16, 21:14) | Herrera / Gavira | 2:0 (21:16, 21:17) | Ehlers / Wickler | 1:2 (13:21, 21:17, 13:15) | Cherif / Ahmed   | 2:0 (21:13, 21:16) | Bronze |
| Anders Mol Christian Sørum | Ranghieri / Carambula   | 2:0 (21:12, 21:15) | 4            | 1            | Evans / Budinger | 2:0 (21:16, 21:14) | Herrera / Gavira | 2:0 (21:16, 21:17) | Ehlers / Wickler | 1:2 (13:21, 21:17, 13:15) | Cherif / Ahmed   | 2:0 (21:13, 21:16) | Bronze |
| Anders Mol Christian Sørum | van de Velde / Immers   | 2:0 (21:16, 21:19) | 4            | 1            | Evans / Budinger | 2:0 (21:16, 21:14) | Herrera / Gavira | 2:0 (21:16, 21:17) | Ehlers / Wickler | 1:2 (13:21, 21:17, 13:15) | Cherif / Ahmed   | 2:0 (21:13, 21:16) | Bronze |

### Boxen
Beim ersten internationalen Qualifikationsturnier in Italien konnten sich Sunniva Hofstad und Omar Shiha ihre Startplätze für das olympische Turnier erkämpfen.
| Athleten        | Wettbewerb       | 1. Runde | 1. Runde | Achtelfinale | Achtelfinale | Viertelfinale | Viertelfinale | Halbfinale    | Halbfinale    | Finale        | Finale        | Rang |
| Athleten        | Wettbewerb       | Gegner   | Ergebnis | Gegner       | Ergebnis     | Gegner        | Ergebnis      | Gegner        | Ergebnis      | Gegner        | Ergebnis      | Rang |
| --------------- | ---------------- | -------- | -------- | ------------ | ------------ | ------------- | ------------- | ------------- | ------------- | ------------- | ------------- | ---- |
| Frauen          |                  |          |          |              |              |               |               |               |               |               |               |      |
| Sunniva Hofstad | Klasse bis 75 kg | —        | —        | L. Borgohain | 0:5          | ausgeschieden | ausgeschieden | ausgeschieden | ausgeschieden | ausgeschieden | ausgeschieden | 9    |
| Männer          |                  |          |          |              |              |               |               |               |               |               |               |      |
| Omar Shiha      | Klasse ab 92 kg  | —        | —        | B. Jalolov   | 0:5          | ausgeschieden | ausgeschieden | ausgeschieden | ausgeschieden | ausgeschieden | ausgeschieden | 9    |

### Gewichtheben
Über die olympische Qualifikationsrangliste der IWF qualifizierte sich Solfrid Koanda im Schwergewicht der Frauen.
| Athleten       | Wettbewerb       | Reißen  | Reißen | Stoßen    | Stoßen | Zweikampf | Zweikampf | Rang |
| Athleten       | Wettbewerb       | Gewicht | Rang   | Gewicht   | Rang   | Gewicht   | Rang      | Rang |
| -------------- | ---------------- | ------- | ------ | --------- | ------ | --------- | --------- | ---- |
| Frauen         |                  |         |        |           |        |           |           |      |
| Solfrid Koanda | Klasse bis 81 kg | 121 kg  | 2      | 154 kg OR | 1      | 275 kg OR | 1         | Gold |

### Golf
Über das Olympic Golf Ranking der IGF qualifizierten sich vier norwegische Golfer für die Olympischen Spiele.
| Athleten           | Runde 1 | Runde 2 | Runde 3 | Runde 4 | Gesamt | Par | Rang |
| ------------------ | ------- | ------- | ------- | ------- | ------ | --- | ---- |
| Frauen             |         |         |         |         |        |     |      |
| Celine Borge       | 71      | 73      | 75      | 71      | 290    | +2  | 29   |
| Madelene Stavnar   | 76      | 73      | 76      | 75      | 300    | +12 | 44   |
| Männer             |         |         |         |         |        |     |      |
| Viktor Hovland     | 70      | 75      | 67      | 68      | 280    | −4  | 30   |
| Kristoffer Ventura | 71      | 68      | 76      | 69      | 284    | E   | 43   |

### Handball
Über die Weltmeisterschaft 2023 qualifizierten sich Norwegens Handballerinnen für die Olympischen Spiele. Den Männern gelang die Qualifikation für Paris durch den Sieg beim Qualifikationsturnier in Tatabánya.
| Wettbewerb    | Frauen | Männer |
| ------------- | --- | --- |
| Athleten      | Maren Nyland Aardahl (8/7) Kari Brattset Dale (8/29) Kristine Breistøl (8/10) Thale Rushfeldt Deila (6/7) Camilla Herrem (8/15) Vilde Ingstad (5/13) Marit Røsberg Jacobsen (8/11) Veronica Kristiansen (8/22) Katrine Lunde Haraldsen (8/0) Nora Mørk (7/20) Stine Bredal Oftedal (8/25) Henny Reistad (6/28) Stine Skogrand (8/20) Sanna Solberg (8/19) Silje Solberg (8/0) | Vetle Eck Aga (6/0) Sebastian Barthold (6/10) Torbjørn Bergerud (6/0) Kristian Bjørnsen (6/21) Alexander Blonz (6/29) Tobias Grøndahl (6/24) Magnus Gullerud (6/4) Simen Ulstad Lyse (6/19) Christian O’Sullivan (6/1) Petter Øverby (6/10) Harald Reinkind (6/23) Sander Sagosen (6/15) Kristian Sæverås (6/0) Gabriel Setterblom (6/11) |
| Trainer       | Þórir Hergeirsson | Jonas Wille |
| Gruppenphase  | Schweden (28:32) Dänemark (27:18) Südkorea (26:20) Slowenien (29:22) Deutschland (30:18) | Argentinien (36:31) Frankreich (27:22) Ungarn (26:25) Ägypten (25:26) Dänemark (25:32) |
| Viertelfinale | Brasilien (32:15) | Slowenien (28:33) |
| Halbfinale    | Dänemark (25:21) | ausgeschieden |
| Finale        | Frankreich (29:21) | ausgeschieden |
| Rang          | Gold | 6. Platz |

### Kanu
Über die Weltmeisterschaften 2023 qualifizierte sich der K4 der Frauen für die Olympischen Spiele.

#### Kanurennsport
| Athleten                                                                    | Wettbewerb | Vorlauf     | Vorlauf | Viertelfinale | Viertelfinale | Halbfinale    | Halbfinale    | A/B-Finale    | A/B-Finale    | Rang |
| Athleten                                                                    | Wettbewerb | Zeit        | Rang    | Zeit          | Rang          | Zeit          | Rang          | Zeit          | Rang          | Rang |
| --------------------------------------------------------------------------- | ---------- | ----------- | ------- | ------------- | ------------- | ------------- | ------------- | ------------- | ------------- | ---- |
| Frauen                                                                      |            |             |         |               |               |               |               |               |               |      |
| Hedda Oritsland                                                             | K1 500 m   | 1:58,05 min | 6       | 1:56,24 min   | 7             | ausgeschieden | ausgeschieden | ausgeschieden | ausgeschieden | 35   |
| Anna Margrete Sletsjøe Maria Virik                                          | K2 500 m   | 1:47,17 min | 5       | 1:43,28 min   | 6             | ausgeschieden | ausgeschieden | ausgeschieden | ausgeschieden | 18   |
| Kristine Strand Amundsen Hedda Oritsland Anna Margrete Sletsjøe Maria Virik | K4 500 m   | 1:34,28 min | 4       | —             | —             | 1:34,77 min   | 2             | 1:35,02 min   | 7             | 7    |

### Leichtathletik
Norwegische Leichtathleten hatten die Olympianormen des Weltverbandes in diversen Wettbewerben erreicht. Zudem konnte sich bei den World Athletics Relays 2024 die 4 × 400 m-Staffel der Frauen qualifizieren.
Laufen und Gehen
| Athleten                                                              | Wettbewerb   | Vorlauf      | Vorlauf | Hoffnungslauf  | Hoffnungslauf | Halbfinale    | Halbfinale    | Finale         | Finale        | Rang   |
| Athleten                                                              | Wettbewerb   | Zeit         | Rang    | Zeit           | Rang          | Zeit          | Rang          | Zeit           | Rang          | Rang   |
| --------------------------------------------------------------------- | ------------ | ------------ | ------- | -------------- | ------------- | ------------- | ------------- | -------------- | ------------- | ------ |
| Frauen                                                                |              |              |         |                |               |               |               |                |               |        |
| Henriette Jæger                                                       | 400 m        | 50,39 s      | 3       | ―              | ―             | 50,17 s       | 3             | 49,96 s        | 8             | 8      |
| Karoline Bjerkeli Grøvdal                                             | 5000 m       | 15:01,14 min | 4       | —              | —             | —             | —             | 14:43,21 min   | 8             | 8      |
| Amalie Iuel                                                           | 400 m Hürden | 54,82 s SB   | 3       | ―              | ―             | 54,88 s       | 5             | ausgeschieden  | ausgeschieden | 14     |
| Line Kloster                                                          | 400 m Hürden | 57,69 s      | 7       | 56,73 s        | 5             | ausgeschieden | ausgeschieden | ausgeschieden  | ausgeschieden | 36     |
| Josefine Tomine Eriksen Astri Ertzgaard Elisabeth Slettum Amalie Iuel | 4 × 400 m    | 3:28,61 min  | 6       | —              | —             | —             | —             | ausgeschieden  | ausgeschieden | 13     |
| Männer                                                                |              |              |         |                |               |               |               |                |               |        |
| Håvard Bentdal Ingvaldsen                                             | 400 m        | 45,46 s      | 3       | ―              | ―             | 45,60 s       | 7             | ausgeschieden  | ausgeschieden | 22     |
| Tobias Grønstad                                                       | 800 m        | 1:46,85 min  | 6       | 1:44,57 min PB | 3             | 1:46,37 min   | 7             | ausgeschieden  | ausgeschieden | 21     |
| Jakob Ingebrigtsen                                                    | 1500 m       | 3:37,04 min  | 3       | ―              | ―             | 3:32,38 min   | 1             | 3:28,24 min    | 4             | 4      |
| Narve Gilje Nordås                                                    | 1500 m       | 3:36,41 min  | 3       | ―              | ―             | 3:32,34 min   | 6             | 3:30,46 min SB | 7             | 7      |
| Jakob Ingebrigtsen                                                    | 5000 m       | 13:51,59 min | 1       | —              | —             | —             | —             | 13:13,66 min   | 1             | Gold   |
| Narve Gilje Nordås                                                    | 5000 m       | 14:08,16 min | 1       | —              | —             | —             | —             | 13:31,34 min   | 17            | 17     |
| Karsten Warholm                                                       | 400 m Hürden | 47,57 s      | 1       | ―              | ―             | 47,67 s       | 1             | 47,06 s        | 2             | Silber |
| Zerei Kbrom Mezngi                                                    | Marathon     | —            | —       | —              | —             | —             | —             | 2:14:14 h SB   | 52            | 52     |
| Sondre Nordstad Moen                                                  | Marathon     | —            | —       | —              | —             | —             | —             | 2:11:39 h SB   | 32            | 32     |

Springen und Werfen
| Athleten                | Wettbewerb     | Qualifikation | Qualifikation | Finale        | Finale        | Rang |
| Athleten                | Wettbewerb     | Weite/Höhe    | Rang          | Weite/Höhe    | Rang          | Rang |
| ----------------------- | -------------- | ------------- | ------------- | ------------- | ------------- | ---- |
| Frauen                  |                |               |               |               |               |      |
| Lene Retzius            | Stabhochsprung | 4,40 m        | 12            | 4,40 m        | 18            | 18   |
| Beatrice Nedberge Llano | Hammerwurf     | 66,92 m       | 27            | ausgeschieden | ausgeschieden | 27   |
| Marie-Therese Obst      | Speerwurf      | 61,82 m       | 10            | 61,14 m       | 11            | 11   |
| Männer                  |                |               |               |               |               |      |
| Simen Guttormsen        | Stabhochsprung | 5,60 m        | 15            | ausgeschieden | ausgeschieden | 15   |
| Sondre Guttormsen       | Stabhochsprung | 5,75 m        | 1             | 5,80 m        | 8             | 8    |
| Pål Haugen Lillefosse   | Stabhochsprung | DNS           | DNS           | DNS           | DNS           | DNS  |
| Marcus Thomsen          | Kugelstoßen    | 20,81 m       | 12            | 20,67 m       | 9             | 9    |
| Eivind Henriksen        | Hammerwurf     | 77,14 m       | 5             | 79,18 m       | 4             | 4    |
| Thomas Mardal           | Hammerwurf     | 76,78 m       | 8             | 74,25 m       | 11            | 11   |

Mehrkampf 
| Athleten        | 100 m      | 100 m | Weitsprung | Weitsprung | Kugelstoßen | Kugelstoßen | Hochsprung | Hochsprung | 400 m      | 400 m | 110 m Hürden | 110 m Hürden | Diskuswurf | Diskuswurf | Stabhochsprung | Stabhochsprung | Speerwurf  | Speerwurf | 1500 m         | 1500 m | Punkte  | Rang |
| Athleten        | Zeit       | Pkte. | Weite      | Pkte.      | Weite       | Pkte.       | Höhe       | Pkte.      | Zeit       | Pkte. | Zeit         | Pkte.        | Weite      | Pkte.      | Höhe           | Pkte.          | Weite      | Pkte.     | Zeit           | Pkte.  | Punkte  | Rang |
| --------------- | ---------- | ----- | ---------- | ---------- | ----------- | ----------- | ---------- | ---------- | ---------- | ----- | ------------ | ------------ | ---------- | ---------- | -------------- | -------------- | ---------- | --------- | -------------- | ------ | ------- | ---- |
| Zehnkampf       |            |       |            |            |             |             |            |            |            |       |              |              |            |            |                |                |            |           |                |        |         |      |
| Markus Rooth    | 10,71 s PB | 926   | 7,80 m     | 1010       | 15,25 m     | 805         | 1,99 m SB  | 794        | 47,69 s PB | 924   | 14,25 s SB   | 942          | 49,80 m PB | 866        | 5,30 m PB      | 1004           | 66,87 m PB | 842       | 4:39,56 min SB | 683    | 8796 NR | Gold |
| Sander Skotheim | 10,78 s SB | 910   | 8,03 m PB  | 1068       | 14,31 m     | 747         | 2,11 m     | 906        | 47,02 s PB | 957   | 14,15 s SB   | 955          | 45,77 m    | 783        | ogV            | 0              | 59,79 m    | 735       | 4:37,49 min    | 696    | 7757    | 19   |

### Radsport
Durch die Platzierung in der UCI-Straßen-Weltrangliste nach Nationen war Norwegen in den Straßenrennen mit je zwei Männern und Frauen am Start. Zudem waren im Einzelzeitfahren der Männer zwei Radsportler vertreten. Auf der Bahn qualifizierte man sich über die Omnium-Rangliste für den entsprechenden Wettbewerb bei den Frauen. Über das olympische Qualifikationsranking im Mountainbike erhielt Norwegen einen Startplatz bei den Männern.

#### Bahn
| Athleten              | Wettbewerb | Rang | Details                                                                                          |
| --------------------- | ---------- | ---- | ------------------------------------------------------------------------------------------------ |
| Frauen                |            |      |                                                                                                  |
| Anita Yvonne Stenberg | Omnium     | 8    | Scratch: 26 Punkte Temporennen: 18 Punkte Ausscheidungsfahren: 32 Punkte Punktefahren: 26 Punkte |

#### Straße
| Athleten          | Wettbewerb       | Zeit         | Rang |
| ----------------- | ---------------- | ------------ | ---- |
| Frauen            |                  |              |      |
| Marte Berg Edseth | Straßenrennen    | 4:04:23 h    | 30   |
| Ingvild Gåskjenn  | Straßenrennen    | 4:04:23 h    | 21   |
| Männer            |                  |              |      |
| Tobias Foss       | Straßenrennen    | 6:41:17 h    | 74   |
| Tobias Foss       | Einzelzeitfahren | 37:57,28 min | 13   |
| Søren Wærenskjold | Straßenrennen    | 6:39:27 h    | 63   |
| Søren Wærenskjold | Einzelzeitfahren | DNF          | DNF  |

#### Mountainbike
| Athleten   | Wettbewerb    | Zeit      | Rang |
| ---------- | ------------- | --------- | ---- |
| Männer     |               |           |      |
| Knut Røhme | Cross-Country | 1:30:55 h | 20   |

### Reiten
Über die entsprechenden regionalen Ranglisten der Gruppe A (Nordwesteuropa) erhielt Norwegen einen Startplatz im Dressur- und Springreiten.

#### Dressurreiten
| Athleten       | Wettbewerb | Prozent / Punkte           | Prozent / Punkte | Prozent / Punkte | Rang |
| Athleten       | Wettbewerb | Grand Prix (Qualifikation) | GP Spécial       | GP Kür           | Rang |
| -------------- | ---------- | -------------------------- | ---------------- | ---------------- | ---- |
| Isabell Freese | Einzel     | 76,397                     | —                | 83,050           | 10   |

#### Springreiten
| Athleten                                        | Wettbewerb | Strafpunkte   | Strafpunkte   | Strafpunkte   | Rang |
| Athleten                                        | Wettbewerb | Einzelwertung | Einzelwertung | Einzelwertung | Rang |
| Athleten                                        | Wettbewerb | 1. Umlauf     | 2. Umlauf     | Stechen       | Rang |
| ----------------------------------------------- | ---------- | ------------- | ------------- | ------------- | ---- |
| Victoria Gulliksen mit Mistral van de Vogelzang | Einzel     | 0             | 13            | ausgeschieden | 24   |

### Ringen
Bei den Weltmeisterschaften 2023 gewann Norwegen einen Quotenplatz für das Freistil Mittelgewicht der Frauen.

#### Freier Stil
Legende: G = Gewonnen, V = Verloren, S = Schultersieg
| Athleten     | Wettbewerb       | Achtelfinale | Achtelfinale | Viertelfinale | Viertelfinale | Halbfinale | Halbfinale | Hoffnungsrunde Halbfinale | Hoffnungsrunde Halbfinale | Hoffnungsrunde Finale | Hoffnungsrunde Finale | Finale        | Finale        | Rang   |
| Athleten     | Wettbewerb       | Gegner       | Ergebnis     | Gegner        | Ergebnis      | Gegner     | Ergebnis   | Gegner                    | Ergebnis                  | Gegner                | Ergebnis              | Gegner        | Ergebnis      | Rang   |
| ------------ | ---------------- | ------------ | ------------ | ------------- | ------------- | ---------- | ---------- | ------------------------- | ------------------------- | --------------------- | --------------------- | ------------- | ------------- | ------ |
| Frauen       |                  |              |              |               |               |            |            |                           |                           |                       |                       |               |               |        |
| Grace Bullen | Klasse bis 62 kg | S. Bousetta  | G 12:2       | L. Niemesch   | G 10:0        | S. Motoki  | V 7:7S     | –                         | –                         | A. Godinez            | G 11:0                | ausgeschieden | ausgeschieden | Bronze |

### Rudern
Bei den Weltmeisterschaften 2023 gewann Norwegen Quotenplätze in drei Bootsklassen. Der Doppelvierer der Männer qualifizierte sich bei der finalen Qualifikationsregatta in Luzern.
| Athleten                                                                          | Wettbewerb                  | Vorlauf     | Vorlauf | Vorlauf       | Hoffnungslauf / Viertelfinale | Hoffnungslauf / Viertelfinale | Hoffnungslauf / Viertelfinale | Halbfinale  | Halbfinale | Halbfinale    | Finale      | Finale | Rang |
| Athleten                                                                          | Wettbewerb                  | Zeit        | Rang    | Qualifikation | Zeit                          | Rang                          | Qualifikation                 | Zeit        | Rang       | Qualifikation | Zeit        | Rang   | Rang |
| --------------------------------------------------------------------------------- | --------------------------- | ----------- | ------- | ------------- | ----------------------------- | ----------------------------- | ----------------------------- | ----------- | ---------- | ------------- | ----------- | ------ | ---- |
| Frauen                                                                            |                             |             |         |               |                               |                               |                               |             |            |               |             |        |      |
| Thea Helseth Inger Seim Kavlie                                                    | Doppelzweier                | 7:00,78 min | 4       | Hoffnungslauf | 7:10,39 min                   | 2                             | Halbfinale                    | 6:52,47 min | 3          | A-Finale      | 6:58,41 min | 6      | 6    |
| Männer                                                                            |                             |             |         |               |                               |                               |                               |             |            |               |             |        |      |
| Martin Helseth Kjetil Borch                                                       | Doppelzweier                | 6:22,36 min | 2       | Halbfinale    | ―                             | ―                             | ―                             | 6:20,27 min | 6          | B-Finale      | 6:17,51 min | 4      | 10   |
| Lars Martin Benske Ask Jarl Tjøm                                                  | Leichtgewichts-Doppelzweier | 6:41,77 min | 2       | Halbfinale    | ―                             | ―                             | ―                             | 6:26,62 min | 3          | A-Finale      | 6:20,92 min | 5      | 5    |
| Kristoffer Brun Jan Oscar Stabe Helvig Jonas Slettemark Juel Erik Andre Solbakken | Doppelvierer                | 5:50,48 min | 4       | Hoffnungslauf | 5:53,13 min                   | 3                             | B-Finale                      | —           | —          | —             | 5:51,88 min | 2      | 8    |

### Schießen
| Athleten                               | Wettbewerb                                 | Qualifikation   | Qualifikation | Finale          | Finale        |
| Athleten                               | Wettbewerb                                 | Ringe/ Scheiben | Rang          | Ringe/ Scheiben | Rang          |
| -------------------------------------- | ------------------------------------------ | --------------- | ------------- | --------------- | ------------- |
| Frauen                                 |                                            |                 |               |                 |               |
| Jenny Stene                            | 50 m Kleinkalibergewehr Dreistellungskampf | 585             | 15            | ausgeschieden   | ausgeschieden |
| Jeanette Hegg Duestad                  | 50 m Kleinkalibergewehr Dreistellungskampf | 589             | 5             | 442,5           | 4             |
| Synnøve Berg                           | 10 m Luftgewehr                            | 629,2           | 14            | ausgeschieden   | ausgeschieden |
| Jeanette Hegg Duestad                  | 10 m Luftgewehr                            | 633,2           | 2             | 124,1           | 8             |
| Männer                                 |                                            |                 |               |                 |               |
| Ole Martin Halvorsen                   | 50 m Kleinkalibergewehr Dreistellungskampf | 586             | 23            | ausgeschieden   | ausgeschieden |
| Jon-Hermann Hegg                       | 50 m Kleinkalibergewehr Dreistellungskampf | 593             | 2             | 430,2           | 5             |
| Ole Martin Halvorsen                   | 10 m Luftgewehr                            | 624,9           | 42            | ausgeschieden   | ausgeschieden |
| Jon-Hermann Hegg                       | 10 m Luftgewehr                            | 629,6           | 9             | ausgeschieden   | ausgeschieden |
| Erik Watndal                           | Skeet                                      | 117             | 22            | ausgeschieden   | ausgeschieden |
| Mixed                                  |                                            |                 |               |                 |               |
| Jeanette Hegg Duestad Jon-Hermann Hegg | 10 m Luftgewehr Mannschaft                 | 629,6           | 5             | ausgeschieden   | ausgeschieden |
| Synnøve Berg Ole Martin Halvorsen      | 10 m Luftgewehr Mannschaft                 | 623,8           | 21            | ausgeschieden   | ausgeschieden |

### Schwimmen
Drei norwegische Schwimmer hatten die olympischen Normzeiten des Weltverbandes erreicht.
| Athleten            | Wettbewerb       | Vorlauf      | Vorlauf | Halbfinale    | Halbfinale    | Finale        | Finale        | Rang |
| Athleten            | Wettbewerb       | Zeit         | Rang    | Zeit          | Rang          | Zeit          | Rang          | Rang |
| ------------------- | ---------------- | ------------ | ------- | ------------- | ------------- | ------------- | ------------- | ---- |
| Männer              |                  |              |         |               |               |               |               |      |
| Nicholas Lia        | 50 m Freistil    | 22,51 s      | 37      | ausgeschieden | ausgeschieden | ausgeschieden | ausgeschieden | 37   |
| Jon Jøntvedt        | 800 m Freistil   | 7:59,16 min  | 24      | —             | —             | ausgeschieden | ausgeschieden | 24   |
| Henrik Christiansen | 800 m Freistil   | 8:00,55 min  | 25      | —             | —             | ausgeschieden | ausgeschieden | 25   |
| Henrik Christiansen | 1500 m Freistil  | 15:14,11 min | 20      | —             | —             | ausgeschieden | ausgeschieden | 20   |
| Henrik Christiansen | 10 km Freiwasser | —            | —       | —             | —             | 2:03:38,2 h   | 25            | 25   |

### Segeln
Bei den Segel-Weltmeisterschaften 2023 gewann Norwegen Quotenplätze in vier Bootsklassen.
| Athleten                    | Wettbewerb        | Qualifikation | Qualifikation | Medal Race    | Medal Race    | Punkte | Rang   |
| Athleten                    | Wettbewerb        | Punkte        | Rang          | Punkte        | Rang          | Punkte | Rang   |
| --------------------------- | ----------------- | ------------- | ------------- | ------------- | ------------- | ------ | ------ |
| Frauen                      |                   |               |               |               |               |        |        |
| Mina Mobekk                 | Windsurfen iQFoiL | 120           | 11            | ausgeschieden | ausgeschieden | 120    | 11     |
| Line Flem Høst              | Laser Radial      | 71            | 3             | 4             | 2             | 75     | Bronze |
| Helene Næss Marie Rønningen | 49erFX            | 76            | 4             | 16            | 8             | 92     | 4      |
| Männer                      |                   |               |               |               |               |        |        |
| Hermann Tomasgaard          | Laser             | 77            | 5             | 8             | 4             | 85     | 5      |

### Taekwondo
Beim europäischen Qualifikationsturnier in Sofia gewann Richard Ordemann einen Startplatz für den Wettbewerb im Schwergewicht bei den Olympischen Spielen.
| Athleten         | Wettbewerb        | Achtelfinale | Achtelfinale | Viertelfinale | Viertelfinale | Hoffnungsrunde Halbfinale | Hoffnungsrunde Halbfinale | Halbfinale    | Halbfinale    | Hoffnungsrunde Finale | Hoffnungsrunde Finale | Finale        | Finale        | Rang |
| Athleten         | Wettbewerb        | Gegner       | Ergebnis     | Gegner        | Ergebnis      | Gegner                    | Ergebnis                  | Gegner        | Ergebnis      | Gegner                | Ergebnis              | Gegner        | Ergebnis      | Rang |
| ---------------- | ----------------- | ------------ | ------------ | ------------- | ------------- | ------------------------- | ------------------------- | ------------- | ------------- | --------------------- | --------------------- | ------------- | ------------- | ---- |
| Männer           |                   |              |              |               |               |                           |                           |               |               |                       |                       |               |               |      |
| Richard Ordemann | Klasse über 80 kg | P. Divkovič  | 2:1          | I. Šapina     | 1:2           | ausgeschieden             | ausgeschieden             | ausgeschieden | ausgeschieden | ausgeschieden         | ausgeschieden         | ausgeschieden | ausgeschieden | 9    |

### Tennis
Über die ATP-Rangliste qualifizierte sich Casper Ruud für den im Stade Roland Garros ausgetragenen Wettbewerb.
| Athleten    | Wettbewerb | 1. Runde  | 1. Runde | 2. Runde     | 2. Runde      | Achtelfinale | Achtelfinale | Viertelfinale      | Viertelfinale  | Halbfinale    | Halbfinale    | Finale / Platz 3 | Finale / Platz 3 | Rang |
| Athleten    | Wettbewerb | Gegner    | Ergebnis | Gegner       | Ergebnis      | Gegner       | Ergebnis     | Gegner             | Ergebnis       | Gegner        | Ergebnis      | Gegner           | Ergebnis         | Rang |
| ----------- | ---------- | --------- | -------- | ------------ | ------------- | ------------ | ------------ | ------------------ | -------------- | ------------- | ------------- | ---------------- | ---------------- | ---- |
| Männer      |            |           |          |              |               |              |              |                    |                |               |               |                  |                  |      |
| Casper Ruud | Einzel     | T. Daniel | 7:5, 6:1 | A. Vavassori | 4:6, 6:4, 6:3 | F. Cerúndolo | 6:3, 6:4     | F. Auger-Aliassime | 4:6, 7:68, 3:6 | ausgeschieden | ausgeschieden | ausgeschieden    | ausgeschieden    | 5    |

### Triathlon
Über den olympischen Staffel-Qualifikationswettbewerb in Huatulco qualifizierte sich Norwegen für die Mixed-Staffel, wodurch auch im Einzel je zwei Triathleten startberechtigt waren.
| Athleten                                                      | Wettbewerb | Zeit      | Rang |
| ------------------------------------------------------------- | ---------- | --------- | ---- |
| Frauen                                                        |            |           |      |
| Solveig Løvseth                                               | Einzel     | 2:05:49 h | 48   |
| Lotte Miller                                                  | Einzel     | DNF       | DNF  |
| Männer                                                        |            |           |      |
| Kristian Blummenfelt                                          | Einzel     | 1:44:27 h | 12   |
| Vetle Thorn                                                   | Einzel     | 1:45:21 h | 17   |
| Mixed                                                         |            |           |      |
| Vetle Thorn Lotte Miller Kristian Blummenfelt Solveig Løvseth | Staffel    | 1:27:40 h | 11   |

### Wasserspringen
Durch die Neuverteilung ungenutzter Quotenplätze erhielt Helle Tuxen einen Startplatz für das Kunstspringen der Frauen.
| Athleten    | Wettbewerb        | Vorkampf | Vorkampf | Halbfinale    | Halbfinale    | Finale        | Finale        | Rang |
| Athleten    | Wettbewerb        | Punkte   | Rang     | Punkte        | Rang          | Punkte        | Rang          | Rang |
| ----------- | ----------------- | -------- | -------- | ------------- | ------------- | ------------- | ------------- | ---- |
| Frauen      |                   |          |          |               |               |               |               |      |
| Helle Tuxen | Kunstspringen 3 m | 257,10   | 23       | ausgeschieden | ausgeschieden | ausgeschieden | ausgeschieden | 23   |